# Герцог де Вальми

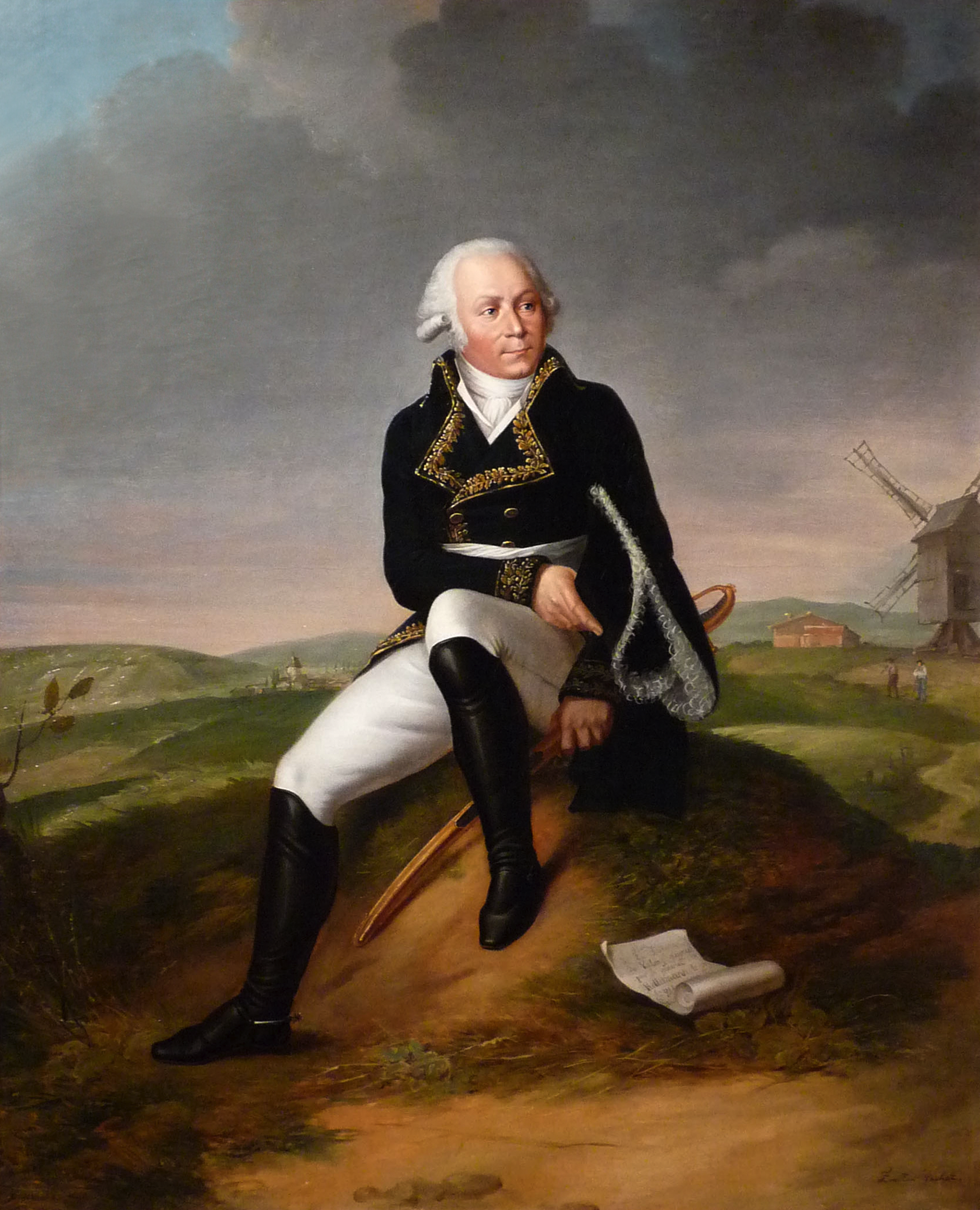
Портрет маршала Франсуа Кристофа Келлермана, 1-го герцога де Вальми

Герцог де Вальми (фр. Duc de Valmy) — французский аристократический титул. Он был создан императором Наполеоном в мае 1808 года для Франсуа Кристофа Келлермана (1735—1820), маршала Империи с 1804 года.

## История
Титул герцога де Вальми происходит от победной для французов битвы при Вальми 20 сентября 1792 года, когда объединенная французская армия под командованием Дюмурье и Келлермана одержала победу над прусской армией герцога Брауншвейгского.
4 июня 1814 года после первого восстановления во Франции династии Бурбонов Франсуа Кристоф Келлерман получил звание пэра Франции.
В 1868 году после смерти 3-го герцога де Вальми титул прервался.

## Список герцогов де Вальми
- 1808—1820: Франсуа Кристоф Келлерман (28 мая 1735 — 23 сентября 1820), 1-й герцог де Вальми
- 1820—1835: Франсуа Этьенн Келлерман (4 августа 1770 — 2 июня 1835), 2-й герцог де Вальми, сын предыдущего, дивизионный генерал (1800), граф империи (1808)
- 1835—1868: Франсуа Кристоф Эдмонд Келлерман (14 марта 1802 — 2 октября 1868), 3-й герцог де Вальми, сын предыдущего, политический историк и дипломат.